# Canoe Lake, Madawaska Valley
Canoe Lake är en sjö i Kanada.   Den ligger i countyt Renfrew County och provinsen Ontario, i den sydöstra delen av landet, 150 km väster om huvudstaden Ottawa. Canoe Lake ligger 282 meter över havet. Arean är 0,14 kvadratkilometer. Den ligger vid sjön Negeek Lake.
I omgivningarna runt Canoe Lake växer i huvudsak blandskog. Runt Canoe Lake är det mycket glesbefolkat, med 5 invånare per kvadratkilometer.